# 3 Brygada Zmechanizowana
3 Brygada Zmechanizowana Legionów im. Romualda Traugutta (3 BZ) – dawna brygada zmechanizowana Sił Zbrojnych RP.

## Formowanie i zmiany organizacyjne
Sformowana w 1995, w garnizonach Lublin i Chełm na bazie zalążków 3 Dywizji Zmechanizowanej odtwarzanej w oparciu o 3 Bazę Materiałowo-Techniczną.
Brygadę włączono w skład Krakowskiego Okręgu Wojskowego.
W 2000 brygada weszła w skład 1 Dywizji Zmechanizowanej.
W 2002 roku przeprowadzono restrukturyzacje brygady rozwiązując część pododdziałów. W 2008 w skład brygady włączono 3 batalion zmechanizowany, utworzony w oparciu o rozformowaną 3 Brygadę Obrony Terytorialnej, stacjonujący w Zamościu. W 2011 roku brygadę rozwiązano.

## Struktura organizacyjna (1995)
- Dowództwo i sztab
- 3 batalion dowodzenia
- 1 batalion zmechanizowany
- 2 batalion zmechanizowany
- 3 batalion zmechanizowany
- 4 batalion czołgów
- 5 batalion piechoty zmotoryzowanej
- 3 dywizjon artylerii samobieżnej
- 3 dywizjon artylerii przeciwpancernej
- 3 dywizjon artylerii przeciwlotniczej
- 3 dywizjon artylerii rakietowej
- 3 kompania rozpoznawcza
- 3 kompania saperów
- 3 kompania zaopatrzenia
- 3 kompania remontowa
- 3 kompania medyczna

## Uzbrojenie
Na uzbrojeniu brygady znajdowały się: bojowe wozy piechoty BWP-1, czołgi średnie T-72A, rozpoznawcze samochody opancerzone BRDM-2, haubice samobieżne 2S1 Goździk i armaty przeciwlotnicze ZU-23-2

## Dowódcy
- gen. bryg. Brunon Herrmann (1995–1996)
- ppłk Włodzimierz Potasiński (1996–1997)
- płk Jerzy Wójcik (1997–1999)
- płk Marian Kobielski (1999–2002)
- płk Krzysztof Zieliński (2002–2006)
- p.o. ppłk Mirosław Ziehlke (2006)
- płk Jerzy Różak (2006–2008)
- cz.p.o. płk Sławomir Wierzbieniec (2008)
- gen. bryg. Jan Brzozowski (2008)